# Генисарет
Генисаре́т (др.-греч. Γεννησαρέτ), Кине́рет или Кинне́рет (др.-евр. כנרת‬) — древний галилейский город на территории современного Израиля, и плодородная долина, получившая название по городу.
Название «Генисарет» является эллинизированной формой древнееврейского и ханаанского названия «Кине́рет» (в синодальном переводе — Хиннереф, Нав. 19:35 или Хиннароф, Нав. 19:35).
Оба названия города: греческое (Генисарет) и ханаанское (Киннерет) дали название озеру, известному как Генисаретское озеро и Кинерет (а также «Тивериадское озеро» и «Галлилейское море»).
Ханаанское название города возможно, восходит к имени угаритского божества-покровителя города Кинар.
Киннерет существовал, возможно, начиная по кр. мере с XVII века до н. э. В древнеегипетском папирусе Ленинградского Эрмитажа № 1116 A-recto упоминается «Посол из Кенерет». Город Киннерет (Кененрату) упоминается в списке городов Ханаана, покорённых Тутмосом III после битвы при Мегиддо (XV в. до н. э.).
При завоевании Ханаана евреями, город отошёл в удел колена Нафтали.
Существовало несколько версий о точном расположении города. Христианская традиция помещала его на место нынешней Тверии. В 1920-х годах, после археологических раскопок, город был идентифицирован как находящийся на северо-западном берегу озера холм Тель-Кинрот (Телль-ель-Орейме, Tell el-‘Oreimeh), между городами Капернаум и Магдала. Название города унаследовал располагающийся неподалёку кибуц Гиносар.
Долина Генисарет (Геннисаретская земля) отличалась особенным плодородием и красотой природы и служила местом многих евангельских событий.